# Шевченко, Анатолий Антонович
Анатолий Антонович Шевченко (29 сентября 1938 — 25 марта 2012) — украинский гитарист, композитор, художник и поэт.
Известен своими авторскими программами. В его репертуар входила европейская музыка XIII—XX вв., семь веков античной музыки, этнографические формы, музыка фламенко (авторские импровизации), собственные композиции, многочисленные авторские переложения.

## Биография
Родился 29 сентября 1938 года в с. Сентяновка Славяносербского района Ворошиловградской области Украинской ССР.
Художественное и музыкальное образование получил в Ростовском художественном училище им. Грекова и Симферопольском музыкальном училище им. Чайковского. Творческий путь начинал как художник. Его работы выставлялись в Праге, Линаресе, Херес-де-ла-Фронтера.
Первые публичные выступления состоялись в 1961 году, тогда же написал первые сочинения для гитары («Мираж», «Грустная баллада», «Сумеречный танец», «Токката» и др.) С 1963 по 1982 год в Симферополе наряду с педагогической деятельностью много и плодотворно занимался композиторской и исполнительской деятельностью (концерты в Москве, Ленинграде, Тбилиси, Владивостоке, Киеве, Казани и др. городах бывшего Советского Союза, а также в Польше и др. странах).
Осуществил множество монографических и авторских концертных программ разных стилей, эпох и музыкальных традиций — древнегреческая кифаристика, музыка испанских гитаристов, лютневая музыка Англии, Франции, Италии, Польши, барокко, классицизм, современный авангард, музыка фламенко. Интенсивно работал в области теории и практики фламенко. Автор книг по истории искусства фламенко (в частности, книги «Гитара фламенко: Мелодии и ритмы», издательство «Музична Украіна», 1988). Многие годы жизни посвятил испанской культуре: к 100-летию со дня рождения великого поэта Испании Федерико Гарсиа Лорки им была подготовлена авторская программа «Лоркада», как итог вживания в культуру фламенко, в мир сюрреалистической реальности Гарсиа Лорки. Автор статьи о фламенко в польской «Энциклопедии гитары».
Им опубликованы книги, множество научных статей в разных странах, причём не только музыковедческих (в числе последних монография «Музыка Эллады»), но и культурологических. Музыка А. Шевченко входит в репертуар многих известных исполнителей, включена в программы музыкальных учебных заведений. Его произведения издавались не только на Украине и в России, но и в Польше, Германии, США. Его баллады входили в репертуар народной артистки России Елены Камбуровой.
С 1982 года был солистом-инструменталистом Одесской областной филармонии.
Лауреат международных композиторских конкурсов: в 1987 году стал обладателем II премии на Международном конкурсе «Guitarra Microcosmos» им. Б. Бартока (Эстергом, Венгрия), а в 1997 г. завоевал I премию на Международном конкурсе композиторов им. Н. Рубинштейна в Москве. Начиная с 1989 года — постоянный участник гитарных фестивалей в Испании. Выступал с концертами в республиках бывшего СССР, в Польше, Чехословакии, Испании, Германии, Венгрии.
Уже после смерти Шевченко в Одессе проводились выставки его картин.

## Творчество
1961
- Первые публичные выступления и первые сочинения для гитары («Мираж», «Грустная баллада», «Сумеречный танец», «Токката» и др.).

1963—1974
- «Рассветы Ф. Г. Лорки» — кантата для солистов хора, гитары и оркестра.
- «Поражение в море» — симфоническая поэма (посв. Э. Хемингуэю).
- «Горсть песка» — вокальный цикл на стихи И. Такубоку.
- «Полифоническая тетрадь» — прелюдии и фуги для гитары.
- Три поэтических легенды для гитары: «Рассказанная ветром», «Хранимая песками», «Помнящая о море».

1975
- Первые публикации в отечественных и зарубежных музыкальных издательствах («Сонатина», «Грустная баллада», «Прелюдия и фуга» и др.).
- Три сонаты для гитары: «Clasica», «Aleatoria», «Flamenca».

1977
- Первые зарубежные гастроли (Польша — Познань, Лодзь, Катовице).
- Окончена работа над рукописью «Неукротимые игры фламенко» (опубликована в журнале «Гитарист» № 1-4, 1993—1999).
- Две сонатины для гитары: «Giokosa», «Elegiaca».
- Цикл для гитары «Фонтаны Бахчисарайского дворца».

1978—1981
- Первые гитарные фестивали в Крыму «Фиесты фламенко» (организатор и художественный руководитель А. Шевченко).
- «Лоркада» — сюита для гитары.
- «Думы мои» — сюита для гитары.
- «Трансформации» — экспериментальная музыка для гитары.
- «Киммерийская сюита» (посв. М. А. Волошину).
- Первый концерт в Одессе (19 октября 1981 г.)

1982
- Начало работы в Одесской филармонии.
- Создание концептуальных программ и программных циклов: «Антология гитары» («Античность и средневековье», «Возрождение», «Барокко», «Классицизм», «Романтизм», «Авангард в гитаре»), «География гитары» («Испания», «Италия», «Франция», «Англия», «Германия», «Славянский кант гитары»), «Этнография гитары», «Отзвуки Эллады», «Антология фламенко» и др.

1987
- Вторая премия на международном конкурсе «Guitarra Microcosmos», Эстергом.
- «De natura solaris» — астрономическая сюита.
- Публикация школы фламенко «Гитара фламенко» (Киев).
- Диплом фестиваля в Катовице.

1989—1992
- Участие в фестивалях и гастроли в Испании (Кордова, Асторга, Понферрада, Херес де ла Фронтера, Линарес).
- Программа «Гитара Вилла-Лобоса».

1992
- «Золотая плата» от города Линарес, родины Андреса Сеговии.
- «Три эстампа» — для гитары и камерного оркестра.

1991—1996
- Создание авторских программ: «Contra viento», «Прикосновения», «Думи Moї…», «Гитарная одессика».
- Эссе «Завещание Орфея».
- Издание в США авторского сборника «Прикосновение» — «Touchings» (изд. М. Оффи).
- Издание авторского сборника «Избранные произведения для гитары» (Одесса, Астропринт).
- «Одессика» — сюита для гитары.

1997
- Первая премия на международном конкурсе композиторов (Москва; композиции «Московские звоны», «Воспоминания»).
- «Русская сюита» для гитары.
- «КрАОнера» — пьеса для гитары.
- «АВС тавромахии» — словарь корриды.

1999
- Успешное выступление на X Международном фестивале гитары в Кордове (Испания).
- Программа «Ночи в Садах Алькасара».
- «Прелюдия, фуга и аллегро на тему BACH».
- «Бриз» («Серенада Бурлеска» для флейты и гитары).
- «Ночи в садах Алькасара» — пьеса для гитары.

1998—2000
- Создание и представление новых программ: «Духовный кант гитары», «Бах и современность», «Музыка при свечах», «Flamenco-2000», «Лоркада» — авторская программа, посвящённая Ф. Г. Лорке.
- «Кант, посвящённый 2000-летию Рождества Христова» на тему фиты хабувой из распева знаменного музыкально-теоретического руководства Тихона Макарьевского (XVII в.).
- «Ключ к разумению», посвящённый 2000-летию Рождества Христова.
- «Бессарабская фантазия» — пьеса для гитары.
- Статьи «О гармонии сфер», «Циклическое развитие музыкальной системы», «Harmonia mundi».

2001
- Представление программы «Загадка о гитаре», «И вновь — Москва-Одесса», «Фиеста фламенко», «Гитарная фантазия» — эволюция жанра.
- Вышла в свет работа «Музыка Эллады». В ней А. Шевченко представил два расшифрованных им отрывка античной музыки: IV и V вв. до н. э., представил систематизированную им наиболее полную хрестоматию античной музыки, представил теорию циклического развития звуковой музыкальной системы — ТЦРЗМС.

2002
- 1-й фестиваль «Одесская гитарная осень» (арт. директор А. Шевченко).
- Программа «По глубоким дорогам гитары».
- «Одесская мозаика» — для гитары и ансамбля.

2003
- Программы «На струнах жизни», «Отзвуки Ланжерона».
- Статья «Экология звука».
- Написан «Детский альбом» — «Музыка Никитика» (для гитары).

2004
- 2-й международный Фестиваль «Одесская гитарная осень».
- Закончен 1-й концерт для гитары с оркестром.
- Статья «Этнография гитары».

2005
- Программы «Восток — Запад», «Родословная гитары».
- «Страсти по Себастьяну» — пьеса для гитары.
- Премьера 1-го концерта для гитары с оркестром (Concerto Grosso).
- Статья «В начале было будущее» (пространственно-временные трансформации в некоторых музыкальных структурах).
- Закончен 2-й концерт для гитары с оркестром (концерт фламенко), премьера — май 2006.
- Статья «Родословная гитары» — «Место и роль гитарного искусства в развитии европейской музыки».

2006
- Премьера концерта фламенко для гитары, гобоя кастаньет и струнных (Алегриас, Гранадина, Вердиалес)
- Статья «На перекрёстках музыкальных традиций»
- Концерты в Нью-Йорке и Сан-Франциско.
- Премьера пьес «Ниагарские водопады», «Еврейская рапсодия».
- Написаны «Под парусом Одиссея», «Фонтаны Рима», Тибетские колокола".

2007
- Написаны «Вспоминая Скарлатти», «По Волге»
- Премьера авторской программы «Под парусом Одиссея»
- В программе впервые использует звуки природы: шум моря, пение птиц и т. д.
- Закончен "Одесский променад- концерт для гитары, и камерного оркестра

2008
- Премьера «Одесского променад-концерта» для гитары и камерного оркестра
- Статья «Формирование гитары в контексте общего процесса развития музыкальной культуры»
- Написана «Нить Ариадны. Лабиринт»
- Закончен «Ричеркар» для скрипки и виолончели
- Работа над вторым концертом фламенко для гитары с оркестром.
- Работа над монографией «Музыка древней Испании»

2009
- Закончена статья "Звуковая концепция в космологии от «Гармонии сфер» до «Теории струн».
- Закончен «2-й концерт фламенко для гитары с оркестром»
- Участие в международных конференциях — «Гамовской» в Одессе и Крымской «Космос и биосфера».
- Программа «Гармония сфер»

2010
- Закончена статья «Кафедра гитары: неизбежная необходимость»
- Написано «Украинское танго» для скрипки, гитары и кастаньет (премьера 27.03.2010)
- Закончена работа над инструментальной пьесой «Тангопак»
- Работа над статьёй «Думный лад Украины»
- Написана «Фантазия на тему „Мелодии любви“ Лея»
- Работа над программой «Шлягер на все времена» (премьера 25.11.2010)

2012
- «Украинская сюита» (премьера на вечере памяти А. Шевченко 4 июня 2012 г.)
- «Украинская сюита Бах-Шевченко» (премьера на вечере памяти А. Шевченко 4 июня 2012 г.)